# روانکاو و داستان‌های دیگر
روانکاو و داستان‌های دیگر کتابی از ماشادو دِ آسیس با ترجمهٔ عبدالله کوثری است که در سال ۱۳۸۲ منتشر و در مراسم کتاب سال جمهوری اسلامی ایران به‌عنوان کتاب برگزیده معرفی شد.